# Parvíz Zeídvand
Parvíz Zeídvand (* 16. srpna 1980 Chorramšahr) je bývalý íránský zápasník – klasik.

## Sportovní kariéra
Zápasení se věnoval od 10 let. Specializoval se na řecko-římský styl. V íránské mužské reprezentaci se pohyboval od roku 1998 ve váze do 69 (66) kg. V roce 2000 se kvalifikoval na olympijské hry v Sydney, kde nepostoupil ze základní skupiny přes Islama Dugučijeva reprezentujícího Ázerbájdžán. V roce 2004 se kvalifikoval na olympijské hry v Athénách. Z hratelné tříčlenné základní skupiny postoupil z prvního místa do čtvrtfinále, ve kterém prohrál s Ázerbájdžáncem Faridem Mansurovem těsně 1:2 na technické body. Následně odjel na hotel a do boje o páté místo nenastoupil. V oficiálních výsledcích z olympijských her tak není úvaděn. V dalších letech trpěl syndromem vyhoření vrcholově se sportu nevěnoval.

## Výsledky
| Turnaj            | 1996 | 1997 | 1998 | 1999 | 2000 | 2001 | 2002 | 2003 | 2004 |
| Turnaj            | 16   | 17   | 18   | 19   | 20   | 21   | 22   | 23   | 24   |
| Turnaj            | -63  | -63  | -63  | -69  | -69  | -69  | -74  | -66  | -66  |
| ----------------- | ---- | ---- | ---- | ---- | ---- | ---- | ---- | ---- | ---- |
| Olympijské hry    | —    |      |      |      | úč.  |      |      |      | úč.  |
| Mistrovství světa |      | —    | —    | úč.  |      | úč.  | —    | úč.  |      |
| Asijské hry       |      |      | úč.  |      |      |      | 3.   |      |      |
| Mistrovství Asie  | —    | —    |      | —    | 2.   | 1.   |      | 1.   | —    |
| MS juniorů        | —    | —    | —    | 2.   | 3.   |      |      |      |      |
| MS dorostenců     | 1.   |      |      |      |      |      |      |      |      |